# Декілька жінок
«Декілька жінок» (англ. Certain Women) — американський драматичний фільм, знятий Келлі Райкарт за оповіданнями Мейл Мелой. Світова прем'єра стрічки відбулась 24 січня 2016 року на Санденському кінофестивалі. Фільм розповідає про трьох жінок, чиї долі перетинаються в маленькому американському містечку.

## У ролях
| Актор          | Роль        |
| -------------- | ----------- |
| Лора Дерн      | Лора Уельс  |
| Крістен Стюарт | Бет Тревіс  |
| Мішель Вільямс | Джина Льюїс |
| Лілі Гледстоун | Джеймі      |
| Джеймс ЛеГрос  | Раян Льюїс  |
| Джаред Гарріс  | Фуллер      |
| Рене Обержонуа | Альберт     |
| Джон Гетц      | шериф Роулз |
| Сара Родер     | Гатрі Льюїс |

## Нагороди й номінації
| Список нагород і номінацій | Список нагород і номінацій | Список нагород і номінацій     | Список нагород і номінацій | Список нагород і номінацій | Список нагород і номінацій |
| Кінопремія                 | Дата церемонії             | Категорія                      | Номінант(и)                | Результат                  | Дж                         |
| -------------------------- | -------------------------- | ------------------------------ | -------------------------- | -------------------------- | -------------------------- |
| Кінопремія «Готем»         | 28 листопада 2016          | Найкращий фільм                | «Декілька жінок»           | Номінація                  | [ 3 ] [ 4 ]                |
| Кінопремія «Готем»         | 28 листопада 2016          | Найкращий новий актор          | Лілі Гледстоун             | Номінація                  | [ 3 ] [ 4 ]                |
| Лондонський кінофестиваль  | 16 жовтня 2016             | Найкращий фільм                | «Декілька жінок»           | Перемога                   |                            |
| Премія «Незалежний дух»    | 25 лютого 2017             | Найкращий режисер              | Келлі Райхардт             | Номінація                  | [ 5 ]                      |
| Премія «Незалежний дух»    | 25 лютого 2017             | Найкраща акторка другого плану | Лілі Гледстоун             | Номінація                  | [ 5 ]                      |